# Ocotea puberula
Ocotea puberula är en lagerväxtart som först beskrevs av Louis Claude Marie Richard, och fick sitt nu gällande namn av Christian Gottfried Daniel Nees von Esenbeck. Ocotea puberula ingår i släktet Ocotea och familjen lagerväxter. Inga underarter finns listade i Catalogue of Life.